# Leszek Blanik
 (novembre 2015).
Leszek Robert Blanik (né le 1er mars 1977 à Wodzisław Śląski) est un gymnaste polonais. Champion olympique, il règne sur le saut de cheval au milieu de la première décennie du XXIe siècle. Durant sa carrière, Blanik exécuta une série de sauts avec un niveau de difficulté sans précédent.
Un des sauts qu'il réalisa porte aujourd'hui son nom : le « Blanik ». Il se compose d'une rondade double salto arrière carpé. 
.

## Palmarès

### Jeux olympiques
- Sydney 2000
  -  médaille de bronze au saut de cheval

- Pékin 2008
  -  médaille d'or au saut de cheval

### Championnats du monde
- Debrecen 2002
  -  médaille d'argent au saut de cheval

- Melbourne 2005
  -  médaille d'argent au saut de cheval

- Stuttgart 2007
  -  médaille d'or au saut de cheval

### Championnats d'Europe
- Saint-Pétersburg 1998
  -  médaille d'argent au saut de cheval

- Ljubljana 2004
  -  médaille de bronze au saut de cheval

- Lausanne 2008
  -  médaille d'or au saut de cheval